# Chilean Gothic
Chilean Gothic, también conocido como Pickman's Model, es un mediometraje chileno dirigido por Ricardo Harrington, escrito por Gilberto Villarroel y basada libremente en El modelo de Pickman de H.P. Lovecraft. Está protagonizado por Rodrigo Iván Sepúlveda. Su estreno fue el 4 de octubre del año 2000 en Chile y España, durante el Festival Internacional de Cine de Valdivia y durante la Horror and Fantasy Film Week del festival de cine de San Sebastián.

## Sinopsis
El periodista investigador Gabriel Martínez sigue las pistas que su colega y amigo, Aníbal Neira, dejó al momento de morir por causas desconocidas en el curso de su último trabajo. Entrevista en Santiago al profesor de arte Bruno Mattotti para saber que fue de Richard Upton Pickman, un pintor estadounidense que se ha dedicado durante los últimos años -primero en Santiago y más tarde en Chiloé- a retratar monstruos de nuestro folklore y otras criaturas extrañas que no aparecen en ningún libro.

## Elenco
- Rodrigo Iván Sepúlveda - Gabriel Martínez
- Luis Alarcón - Bruno Mattotti
- Renzo Oviedo y José Soza (voz) - Richard Upton Pickman
- Paulina Harrington - Carla
- Fernando Gallardo - Conserje
- Cristián Campos - Hombre-Ancla de ¨Hora 25¨
- Guillermo Kahn - Forense
- Ricardo Harrington - Voz Forense
- Gilberto Villarroel - Aníbal Neira
- Nelson Villagra - El evaluador (voz)

## Realización
La cinta fue ganadora del fondo Fondart, otorgado por el Ministerio de Educación de Chile. Recurso monetario que impulsó a la realización del proyecto.
Fue rodada entre 1997 y 1998.
Fue rodada utilizando un lente de 16mm.
Las locaciones utilizadas fueron en el centro y sur de Chile, más específicamente en Santiago, Placilla y en la Isla Grande de Chiloé.
La música estuvo a cargo del conjunto chileno de música latinoamericana creado en 1998, Fractal, comformada en aquel entonces por Randall Ledermann, José Francisco Zamorano y Igor Ledermann, y toma inspiración de la música autóctona latinoamericana. A su vez, la banda incorporó un tema suyo perteneciente al álbum La memoria del hielo, este es Espiritus II.
El arte que puede observarse en la cinta, entre ellos bocetos en casa de Gabriel y el cuadro final de Pickman, fue realizado por Mariano Ramos. El cuadro de Pickman en exposición corresponde a ¨Las heridas del cuerpo¨ por Cristián Gómez. Los afiches en la pieza del conserje fueron gentileza de la Fundación Salvador Allende.

## Galardones
- Premio a Mejor Guion Inédito, Gran Premio Luchino Visconti, Instituto Italiano de Cultura y Mineduc, Chile.[1]

- Premio George Eastman.[1]

## Distribución
Se encuentra liberada en el canal de Youtube de InteriorDIA desde noviembre de 2017, con motivo de los 20 años de inicio del rodaje, y para celebrar la participación de su productor y guionista en las Tardes Lovecraftianas 2017 de Chile.
Fue lanzada en DVD el 15 de abril de 2007 en los Estados Unidos bajo el título de Pickman's Model, el mismo título del cuento en que se basa, y como parte de una colección de adaptaciones de la obra de H.P Lovecraft con el título de H.P Lovecraft Collection, siendo el cuarto número de la serie.

## Miscelania
Los créditos iniciales presenta el guion de la cinta como ¨Basado libremente en un relato de H.P Lovecraft¨, es decir, se omite por completo el nombre del cuento en cuestión. Es recién en los créditos finales que el nombre es aclarado.
Existían solo dos adaptaciones anteriores del Modelo de Pickman (Pickman's Model) a este mediometraje (de los años 1971 y 1981, respectivamente), y existen tres posteriores (de 2003, 2008 y 2012, respectivamente), sin embargo, esta es la única adaptación de origen latinoamericano.
Este mediometraje fue una de las primeras incursiones del reconocido cineasta Pablo Larraín en el cine nacional, ejerciendo como segundo asistente de dirección.
Este es uno de los primeros trabajos de la maquillista chilena Ingrid Hartowicz-Fuentes (acreditada como Ingrid Fuentes), quien desarrollaría su carrera en Los Estados Unidos.
Durante el lanzamiento de la cinta estuvo disponible un sitio web con motivo de la cinta, el dominio www.chileangothic.cl.
Gilberto Villarroel, guionista y productor ejecutivo de la cinta, realiza una breve aparición como el cadáver calcinado del amigo del protagonista y, así mismo el director, Harrington, realiza la voz de uno de los forenses.